# Anatoli Tchaïkovski
Pour les articles homonymes, voir Tchaïkovski (homonymie).
Anatoli Tchaïkovski (en russe : Анатолий Ильич Чайковский), est né le 1er mai 1850 (13 mai dans le calendrier grégorien) à Alapaïevsk et mort le 20 janvier 1915 (2 février dans le calendrier grégorien). Il est le fils d'Ilia Petrovitch Tchaïkovski, le frère cadet du compositeur Piotr Ilitch Tchaïkovski (1840-1893) et le frère jumeau de Modeste Tchaïkovski. Il était une personnalité du monde judiciaire de l'Empire russe, sénateur, et conseiller secret dans la table des rangs.

## Biographie
Il fait partie de la noblesse héréditaire et est le fils de Ilia Petrovitch Tchaïkovski et d'Alexandra Andreïevna Acier (1813-1854). Il est le frère jumeau de Modeste Tchaïkovski.
Dans sa jeunesse, il prend des cours de violon et s'intéresse au théâtre dramatique.
Après avoir obtenu son diplôme de droit de l'école impériale de droit (ru) en 1869, il travaille au ministère de la justice, à la chambre criminelle de Kiev, puis de Minsk, Saint-Pétersbourg et de Moscou.
En 1885, il est nommé procureur du tribunal de district de Tiflis. En 1888, il est promu conseiller d'État véritable dans la table des rangs. L'année suivante, il entre au ministère de l'Intérieur de l'Empire russe et, le 8 décembre, il est nommé vice-gouverneur à Tiflis. En 1891, il est transféré aux mêmes fonctions dans le gouvernement d'Estonie puis l'année suivante dans le gouvernement de Nijni Novgorod, où il reste en fonction jusqu'en 1895.
Durant les années 1897 à 1905, il est officier supérieur de classe IV auprès du ministère de l'Intérieur. En 1901, il est promu conseiller privé dans la table des rangs. En 1906, il devient membre du Conseil de la presse de l'Empire russe. Le 24 février 1911, il est nommé sénateur et est présent à sa première assemblée générale.
Il meurt en 1915 à Pétrograd. Il est inhumé au cimetière Saint-Nicolas à Saint-Pétersbourg.
Malgré ses fonctions dans les ministères, il n'a pas abandonné sa passion pour la musique. À Tiflis, il a été élu membre de la branche locale de la Société musicale russe. Il a participé également à des ensembles de musique de chambre comme violoniste. C'est sur son invitation que son frère Piotr Ilitch s'est rendu dans la Caucase dans les années 1886-1890,. Les frères Tchaïkovski entretenaient entre eux une correspondance constante. Quant à Piotr Ilitch, il a composé six romances pour son frère Anatoli (ор.38 (1878)).

## Famille
Anatoli s'est marié à Praskovia Vladimirovna Konchina (1864-1956), la fille du conseiller commercial Vladimir Dmitrievitch Konchine. Leur fille, Tatiana (1883—1970), a épousé successivement Venevitinov, puis Ungern-Sternberg puis Warren Cross. Elle a émigré en France.

## Distinctions
- Ordre de Saint-Stanislas (1893) première classe
- Ordre de Sainte-Anne première classe (1898)
- Ordre de Saint-Vladimir deuxième classe (1904)
- Ordre de l'Aigle blanc (1910)

À l'étranger :
- Perse : Ordre du Lion et du Soleil première classe (1890)

## Sources
- Liste des grades civils des trois premières classes au premier septembre 1914 (Список гражданским чинам первых трех классов. Исправлен по 1 сентября 1914 года. — Пг., 1914. — p. 199.
- N. A Mourzanov (Мурзанов Н. А.). Dictionnaire des sénateurs russes 1711-1917 (Словарь русских сенаторов, 1711—1917 гг. —à Saint-Pétersbourg , 2011. p. 468.
- (ru) L'école impériale de droit et les juristes des années de paix, de guerres de troubles Н. Л. Пашенный. Императорское Училище Правоведения и Правоведы в годы мира, войны и смуты.
- (ru) Vie et œuvre du compositeur P. I. Tchaïkovski Биография на сайте «Чайковский. Жизнь и творчество русского композитора»